# Vasile Vlad

Vasile Vlad

Vasile Vlad (n. 4 iunie 1941, Constanța) este un poet român contemporan. A debutat în volum la sfârșitul anilor '60, fără a fi publicat texte în nicio revistă. A fost hăituit de cenzură și marginalizat cu bună știință. Actualmente, poetul este foarte apreciat de unii critici, conform cărora lirica sa anticipează poezia anilor '80-'90. A fost nominalizat de mai multe ori la Premiul Național "Mihai Eminescu" Opera Omnia.